# Іно (міфологія)

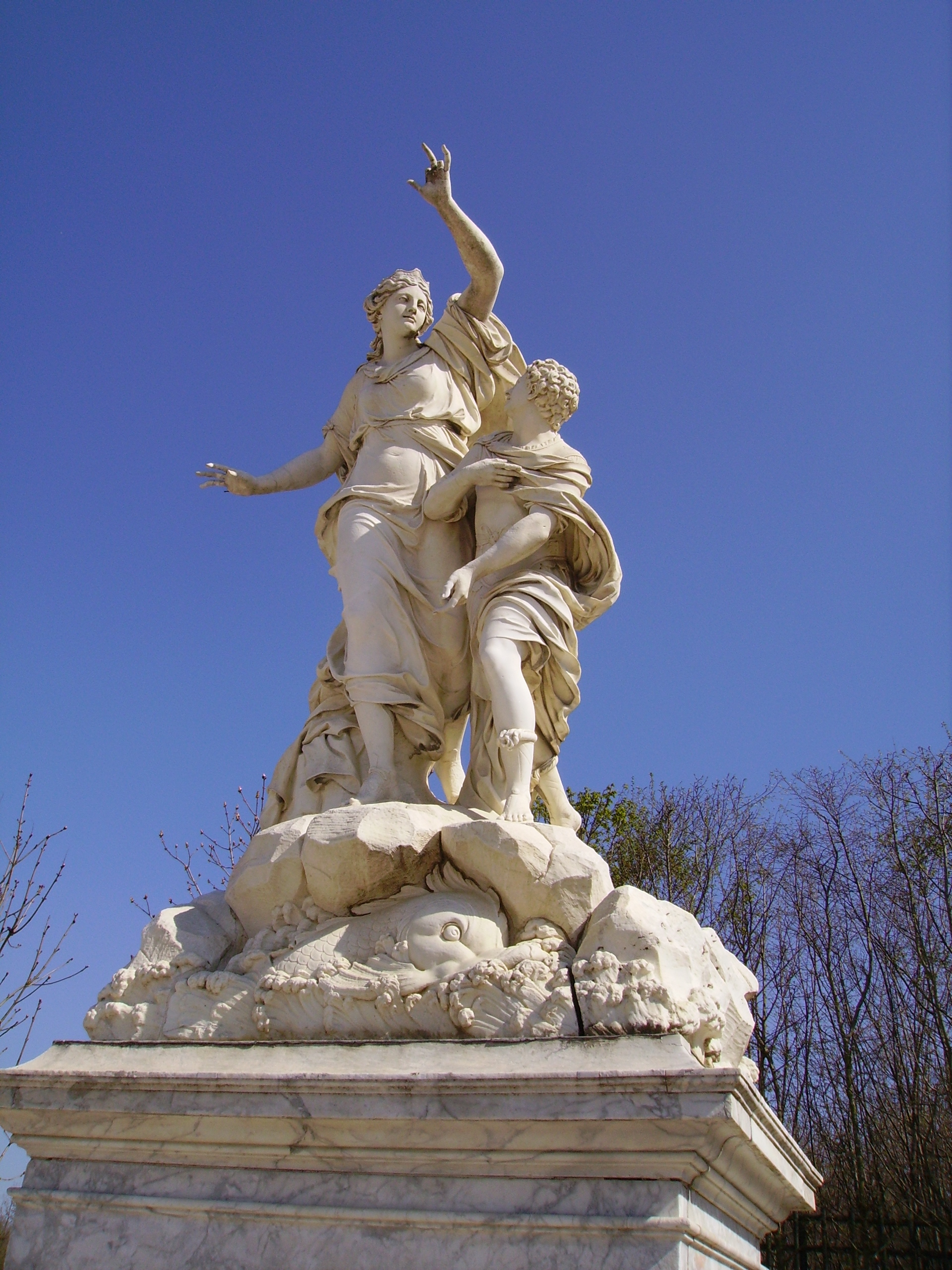
Іно та Мелікерт

Іно́ (грец. Ινώ) — дочка Кадма й Гармонії, друга дружина Атаманта, мачуха Фрікса й Гелли, яких вона ненавиділа.
Викликавши чарами велику посуху в країні, Іно зажадала принести обох їх (варіант: лише Фрікса) у жертву, щоб позбутися лиха. Перша дружина Атаманта Нефела врятувала своїх дітей, — дала їм золоторунного барана (див. Аргонавти). Від Атаманта Іно мала синів Мелікерта й Леарха. Переслідуючи Іно за те, що та виховала Діоніса, Гера зробила так, що Атамант у нападі люті вбив Леарха й хотів убити Іно та Мелікерта.
У розпачі Іно разом з Мелікертом кинулася в море, де стала морською богинею Левкотеєю, а Мелікерт — морським богом Палемоном. Культ Іно та Мелікерта був поширений на узбережжі Середземного моря.